# Werner Evers
Werner Evers (* 19. Dezember 1932 in Hannover) ist ein deutscher Politiker (SPD).
Evers besuchte die Volks- sowie die Mittelschule. Nachdem er seinen Schulabschluss gemacht hatte, begann er eine zweieinhalbjährige Lehre zum Maurer. Er besuchte daraufhin die Ingenieurschule Holzminden und legte das Bauingenieurexamens ab. Im Anschluss daran war er als Inspektor-Anwärter bei einer Bundesbehörde tätig. Evers legte die die Verwaltungsprüfung ab und begann eine halbjährige Tätigkeit als Bauinspektor bei der Stadt Langenhagen. In Langenhagen war er vier Jahre als Stadtbauoberinspektor Leiter der Planungs- und Hochbauabteilung. Ferner war er Vertreter des Stadtbaurates. Von 1964 bis 1970 war er Mitinhaber der Tief- und Straßenbaufirma „Marten & Evers KG“ in Langenhagen.
Von 1967 bis 1974 (6. und 7. Wahlperiode) war Werner Evers Mitglied des Niedersächsischen Landtages. Von 1970 bis 1975 gehörte er dem Rundfunkrat des Norddeutschen Rundfunks an. 

## Quelle
- Barbara Simon: Abgeordnete in Niedersachsen 1946–1994. Biographisches Handbuch. Hrsg. vom Präsidenten des Niedersächsischen Landtages. Niedersächsischer Landtag, Hannover 1996, S. 91–92.

| Personendaten    | Personendaten                  |
| ---------------- | ------------------------------ |
| NAME             | Evers, Werner                  |
| KURZBESCHREIBUNG | deutscher Politiker (SPD), MdL |
| GEBURTSDATUM     | 19. Dezember 1932              |
| GEBURTSORT       | Hannover                       |